# Wang Yong (Xin)

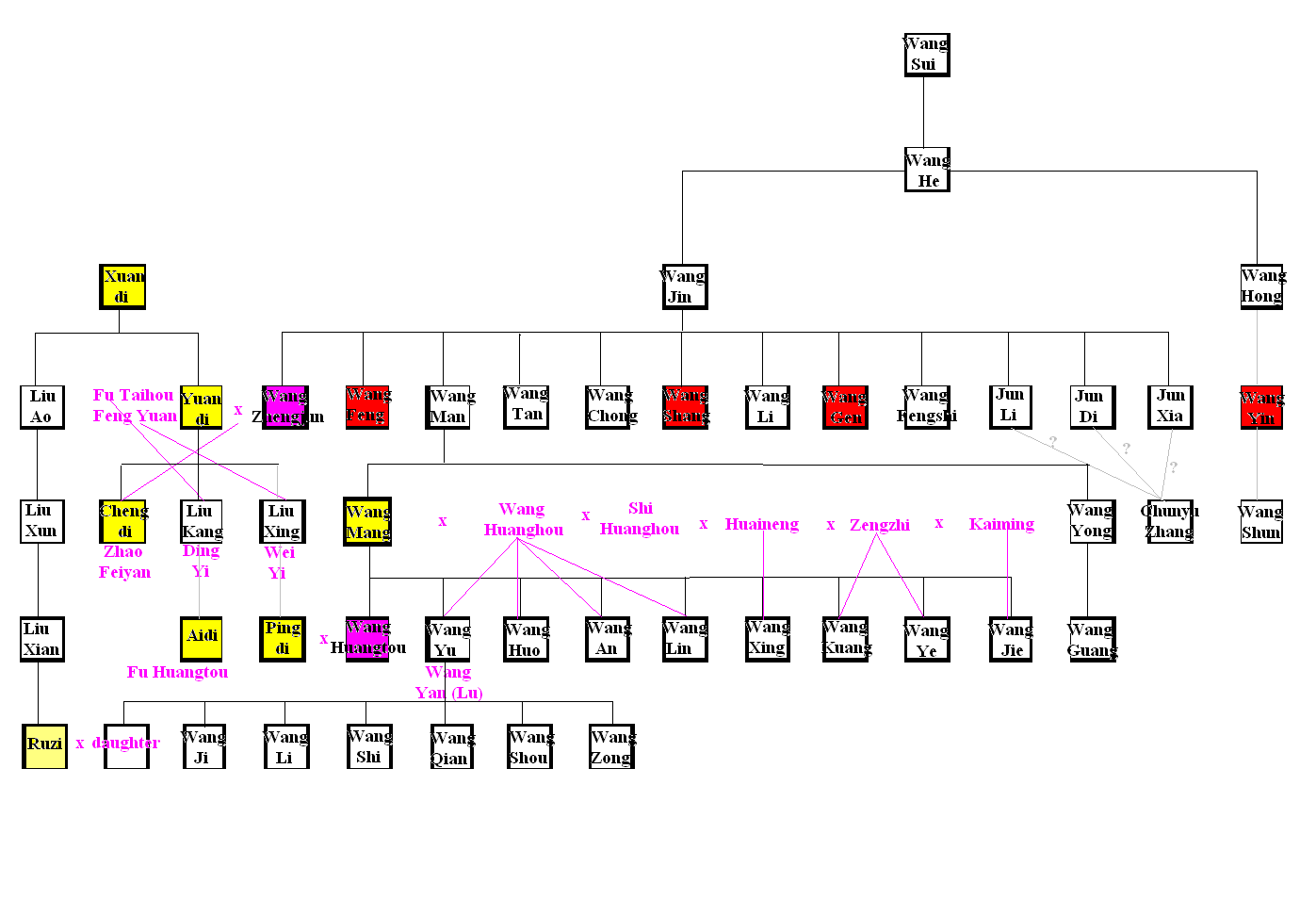
Stamboom van de familie Wang

Wang Yong († onbekend, maar vóór 9 na Chr.) was de oudere broer van de Chinese keizer Wang Mang en behoorde zo tot de familie Wang, die aan het einde van de Westelijke Han-dynastie de feitelijke politieke macht bezat. Omdat hun vader, Wang Man al vroeg was overleden (vóór 22 v.Chr.), werd Wang Mang na het eveneens vroege overlijden van zijn broer Wang Yong verantwoordelijk voor diens familie. Hij zou de weduwe en met name haar zoon Wang Guang († 8 na Chr.) op uiterst genereuze wijze hebben ondersteund, maar hen later tot zelfmoord hebben gebracht.